# أحمد مسعود
     لشخصية أخرى تحمل اسم أحمد مسعود، طالع أحمد مسعود (توضيح).

أحمد مسعود مع الملك عبدالله بن عبدالعزيز

أحمد عمر مسعود الجهني (1941 - 1 سبتمبر 2016) رجل أعمال وإداري سعودي ولد في مدينة جدة، ترأس نادي الاتحاد السعودي لثلاث فترات والأخيرة لم تكتمل فقد وافته المنية بعد مضي شهرين فقط، اشتهر بلقب الرئيس الذهبي لأنه كان الأكثر تحقيقاً للبطولات إذ بلغت تسع بطولات رسمية.

## حياته العملية
بدأ حياته العملية في شركة بترومين في الرياض ثم انتقل إلى مدينة جدة ليعمل مديرًا لمكتب وزير البترول والثروة المعدنية الدكتور أحمد زكي يماني. وبعد تقاعده تفرغ للأعمال الحرة وشغل وظيفة العضو المنتدب لشركة التلال، وعضو مجلس إدارة مؤسسة الراجحي المصرفية للاستثمار. له نشاطات خيرية واجتماعية حيث ترأس مجلس إدارة جمعية البر الخيرية بجدة.

## فترات رئاسة الاتحاد
- الفترة الأولى: كانت لمدة عام من 1411هـ إلى 1412هـ: حقق فيها مع الاتحاد بطولة كأس ولي العهد السعودي عام 1411 هـ بعد الفوز على النصر (بركلات الترجيح) 6 / 5.
- الفترة الثانية: كانت لمدة ثلاث سنوات من 1419هـ إلى 1422هـ: حقق من خلالها إنجازات قياسية بعد أن فاز الفريق الأول لكرة القدم بثمان بطولات من بينها بطولتان خارجيتان لأول مرة في تاريخ الاتحاد، وهي كالتالي:

1. كأس دوري خادم الحرمين الشريفين عام 1419 هـ بعد الفوز على الأهلي بهدف نظيف.
2. كأس دوري خادم الحرمين الشريفين عام 1420 هـ بعد الفوز على الأهلي بهدفين مقابل هدف.
3. كأس دوري خادم الحرمين الشريفين عام 1421 هـ بعد الفوز على النصر بهدف نظيف.
4. كأس ولي العهد السعودي عام 1421 هـ بعد الفوز على الاتفاق بثلاثـة أهداف مقابل لا شيء.
5. كأس الاتحاد السعودي عام 1419 هـ بعد الفوز على الشباب بهدف مقابل لاشيء.
6. كأس الكؤوس الآسيوية عام 1420 هـ بعد فوزه على جيونام الكوري 3 / 2 بالهدف الذهبي.
7. كأس الملك فهد (السوبر السعودي المصري) عام 1422 هـ بعد الفوز على الأهلي المصري 3/2 بالهدف الذهبي.
8. بطولة كأس الخليج للأندية عام 1419 هـ.

## وفاته
توفي أحمد مسعود يوم الخميس 29 ذو القعدة 1437 هـ الموافق 1 سبتمبر 2016 في تركيا أثناء ترؤسه بعثة نادي الاتحاد بسبب سكتة قلبية، ودفن في مقبرة البقيع في المدينة المنورة.